# Harpine
La harpine est une protéine naturelle, produite par une bactérie phytopathogène, Erwinia amylovora, agent du feu bactérien des pommiers, poiriers et autres plantes de la famille des Rosaceae.
Cette protéine agit chez les plantes en provoquent un mécanisme complexe de défense naturelle, analogue à une réponse immunitaire à large spectre chez les animaux. 

## Nature chimique
La harpine est une protéine acide thermostable, riche en glycine, d'un poids moléculaire d'environ 44 kilodaltons. La molécule comprend 403 acides aminés, sans cystéine.
Elle n'est pas toxique pour l'homme et les animaux, et se décompose rapidement dans l'environnement. 

## Mode d'action
Cette protéine est un pesticide biologique : quand elle est appliquée sur les plantes, elle provoque une « réponse hypersensible » qui active la croissance naturelle et les mécanismes de défense des plantes.
Par conséquent, la plante se protège contre un large éventail de maladies des plantes, tandis que la harpine stimule l'absorption des nutriments et la photosynthèse, ce qui contribue à augmenter la croissance des végétaux et améliorer le rendement et la qualité des récoltes.
Comme la harpine n'agit pas directement sur les organismes pathogènes, elle ne donne pas lieu à l'apparition de résistance chez ces organismes comme c'est le cas des substances chimiques utilisées comme pesticides. Elle peut en revanche être utilisée pour lutter contre les organismes qui ont développé une résistance à l'égard des pesticides chimiques classiques. 
La harpine a été testée sur des cultures économiquement importantes telles que le cotonnier, le blé, les agrumes, le tabac, la tomate et le piment. Elle est active contre des bactéries, des champignons phytopathogènes et des phytovirus, comme le virus de la mosaïque, et repousse également certains insectes.

## Historique
La harpine a été découverte en 1992 par Zhong Wei-Mein et ses collègues de l'université Cornell.. 
La société américaine Eden Bioscience a mis au point un produit commercial, Messenger, à  base de harpine.
Ce produit, qui se présente sous forme de granules hydrosolubles, contient 3 % de harpine et 97 % de substances inertes à l'égard de l'environnement. Appliqué à faibles doses, il se décompose rapidement et totalement dans le milieu naturel ne laissant que des composants sûrs.  
En 2000, l'agence américaine de protection de l'environnement a autorisé l'utilisation de Messenger comme pesticide biochimique dans la classe de risque la moins élevée, la catégorie IV. 
L'autorisation a été prolongée indéfiniment en 2002. 
Ce produit est agréé sur diverses cultures : cotonnier (Gossypium spp.), tomate (Solanum lycopersicon Mill.), concombre (Cucumis sativus L.), poivron (Capsicum annuum L.), tabac (Nicotiana tabacum L.), fraisier, riz (Oryza sativa L.) et froment.
La production de harpine à l'échelle commerciale fait appel à une forme atténuée d' Escherichia coli génétiquement modifiée. 
Eden Bioscience a vendu au début de 2007 sa « technologie harpine » à la société Plant Health Care, qui a signé un contrat en 2008 avec Monsanto à des fins d'application de la harpine dans le traitement des semences. 
Les engrais foliaires liquides, Pré-Tect et ProAct, ainsi que des promoteurs de croissance de la société Plant Health Care contiennent également de la harpine.